# Каффка, Иоганн Кристоф
Иоганн Кристоф Каффка (нем. Johann Christoph Kaffka; 1754, Регенсбург — 29 января 1815, Рига) — немецкий скрипач, композитор, писатель, издатель. Дед Франца Эдуарда Хизеля (младшего).
Начиная с 1775 года молодой музыкант странствовал по Европе, работая в оперных театрах Праги (1775), Нюрнберга (1776), Мюнхена (1778), Берлина (1779), Брно (1781), Бреслау (1782), Риги (1789), Дрездена (1795), Дессау (1797), Санкт-Петербурга (1800)…
Его первая опера «Цыгане» (нем. Die Zigeuner; либретто Г. Ф. Мёллера по Сервантесу) была поставлена в 1778 г., за ней последовали «Антоний и Клеопатра» (1779), «Яблочный вор, или Кладоискатель» (нем. Der Äpfeldieb oder Der Schatzgräber; 1780, либретто К. Ф. Бретцнера), «Розамунда» (1782), «Дикая охота, или Дева в башне» (1782) и другие.
Часть опер была написана Каффкой на собственные либретто, поскольку одновременно он сочинял и публиковал романы. Каффке, в частности, принадлежат исторические романы «Руины древности» (нем. Ruinen der Vorzeit; 1790) и «Мудрецы Шешиана» (нем. Die Weisen von Scheschian; 1797, по мотивам знаменитого романа Виланда «Золотое зеркало, или Короли Шешиана»), эротико-сатирическое сочинение «Хогартовские наброски для неопытных, сладострастных и знатоков» (нем. Hogarthsche Studien für Unerfahrene, Lüsterne und Kenner; 1805). Кроме того, Каффка написал ряд работ о театре, в том числе книгу «Достоинства театра и приносимая им польза» (нем. Die Würde der Bühne und ihre Nützlichkeit; 1801).
С начала XIX века жизнь и деятельность Каффки была, в основном, связана с Ригой, хотя некоторое время он работал также в Стокгольме, Копенгагене и Граце. Помимо занятий музыкой, в этот период он также активно выступил как издатель. В 1803—1809 гг. он издавал газету «Nordisches Archiv», где в 1808 и 1809 годах публиковал свои статьи Вильгельм Фридрих фон Кейслер, а в 1807—1811 гг. также приложение к ней «Miscellaneen zum nordischen Archiv».
Из книг, опубликованных Каффкой в этот период, можно отметить «Необходимые пояснения к сочинениям Августа фон Коцебу: достопримечательнейший год моей жизни» (нем. Nöthige Erläuterungen zu der Schrift des Herrn von Kotzebue: das merkwürdigste Jahr meines Lebens; Лейпциг, 1802).
Изданные за подписью Каффки «Статистические описания современной России» (нем. Statistische Schilderungen vom gegenwärtigen Russland unter Alexander dem Ersten; 1809) считаются плагиатом.